# Ільчишин Андрій Ярославович
Андрій Ярославович Ільчишин (нар. 25 жовтня 1981, Червоноград, Львівська область) — український футболіст. Півзахисник «Кар'єра» (Торчиновичі). Володар Кубка Львівської області 2011.

## Життєпис
Вихованець червоноградського футболу, тренер — Ярослав Мурований.
Виступав за колективи: «Газовик» (Комарно), «Газовик-Скала» (Стрий), «Іллічівець» (Маріуполь) і «Іллічівець-2» (Маріуполь), «Сталь» (Алчевськ), ФК «Львів», «Закарпаття» (Ужгород). Сезон 2011 — у «Кар'єрі» (Торчиновичі), з яким здобув Кубок Львівської області 2011.